# Manchesterkodning
Manchesterkodning är en självsynkroniserande bitkodning vid datorkommunikation.
Varje bit i dataströmmen kodas som två bitar, antingen 01 eller 10, så att varje bit överförs med minst en övergång mellan etta och nolla. Genom att det sändande systemet skickar med klockan i varje bit behöver inte det mottagande systemet tappa bitar på grund av att systemklockorna varierar lite. 
Vid en första betraktelse kan systemet se ut att ge en inverterad utsignal om mottagaren bara läser 1/2 bit fel, men mottagaren upptäcker fort (vid en bitövergång i dataströmmen) att den är osynkroniserad då signalen inte följer kodningen och kan synkronisera om sig. 
För att synkronisera alla mottagare i Ethernet inleds varje paket med att sändaren flera gånger i följd skickar oktetten 0xaa, vilka manchesterkodas 100110011 (o.s.v.) så att mottagarna entydigt kan synkronisera sig.